# Folk miejski
Folk miejski (ang. urban folk) – styl muzyczny, najczęściej w rocku alternatywnym i pokrewnych gatunkach, odnoszący się do muzyki tworzonej w społeczności miejskiej.
Tematem piosenek jest zazwyczaj problematyka społeczna, przedstawiona na płaszczyźnie ludności miasta. Utwory przedstawiają często elementy kultury danego miasta, np. gwarę.
Grupy nawiązują czasem do muzyki i estetyki dawnych kapel ulicznych i podwórkowych lub wykonują covery ich piosenek. Niektórzy wykonawcy rozpoczynali karierę od grania na ulicy.

## Wybrani twórcy
Polska:
- Szwagierkolaska
- Kult
- Stanisław Staszewski
- Maciej Maleńczuk
- Strachy na lachy
- Partia
- Domowe Melodie

Zagranica:
- Manu Chao
- New Model Army

## Przykładowe piosenki
- Stanisław Staszewski – Celina, Baranek
- Strachy na Lachy – Piła tango
- Partia – w miejskim parku
- Maciej Maleńczuk – Luty 1989